# Rudolf Grosse (Widerstandskämpfer)
Rudolf Grosse (* 9. Juni 1905 in Berlin; † 9. Dezember 1942 im KZ Flossenbürg) war ein deutscher Kommunist und Widerstandskämpfer gegen den Nationalsozialismus.

## Leben
Rudolf Grosse stammte aus einer Berliner Arbeiterfamilie. Er wuchs mit seinen beiden Geschwistern auf und wurde bereits mit neun Jahren Halbwaise. Nach dem Abschluss der Volksschule erhielt er wegen sehr guter Leistungen ein Stipendium. Dies ermöglichte ihm einen weiterführenden Schulbesuch an der Gauß-Schule, wo er sich zum Konstrukteur ausbilden ließ. Er arbeitete später als Techniker und organisierte sich in der Gewerkschaftsjugend. In Abendkursen erlernte er die englische und russische Sprache sowie Esperanto. 
Als er davon erfuhr, dass in Deutschland produzierte Maschinen, die für die Sowjetunion bestimmt waren, Fehler aufwiesen übermittelte er Originalzeichnungen für wichtige Teile dieser Geräte an die sowjetische Handelsvertretung. Danach wurde er 1928 wegen Landesverrats zu einer dreijährigen Zuchthausstrafe verurteilt. Während der Haftzeit wurde er Mitglied der KPD. Wegen seiner Verhaftung fiel seine Hochzeit mit Martha von Ceminski (14. Juli 1905 – 27. Oktober 1978) aus, die beiden blieben aber verlobt.
Nach seiner Haftentlassung wurde er aktiv im Arbeitersportverein Fichte. Er gründete die Wandergruppe 296 in Lichtenberg. 
Ab 1934 lebte er mit seiner Verlobten zusammen, beide arbeiteten gemeinsam illegal für den KPD-Unterbezirk Berlin-Lichtenberg. Ihre gemeinsame Wohnung in der Langestraße 110 in Berlin O 17 diente als Untergrund-Poststelle für den KPD-Bezirk Berlin-Brandenburg. 
Am 30. April 1934 wurde er bei dem Versuch, mit einem Ätzstempel „Hitler bedeutet Krieg“ an Fensterscheiben großer Geschäfte und in Haus- und Treppenfluren in Lichtenberg anzubringen, angeschossen und verhaftet. Er wurde in das SA-Lokal in der Türrschmidtstraße in Berlin-Lichtenberg verschleppt. Er wurde von den SA-Schlägern so misshandelt, dass er einen doppelten Schädelbruch erlitt und in ein Krankenhaus eingeliefert werden musste.
Am 15. Oktober 1934 wurde er wegen Vorbereitung zum Hochverrat zu einer dreijährigen Zuchthausstrafe verurteilt, nach deren Ablauf er nicht entlassen, sondern in das KZ Sachsenhausen deportiert wurde.
Ende November 1942 wurde er in das KZ Flossenbürg überführt und dort während einer Sprengung im Steinbruch am 9. Dezember 1942 ermordet.

## Ehrungen
- In Berlin-Lichtenberg gibt es die Rudolf-Grosse-Straße